# ホレンバッハ
ホレンバッハ (ドイツ語: Hollenbach) はドイツ連邦共和国バイエルン州シュヴァーベン行政管区のアイヒャッハ＝フリートベルク郡に属す町村（以下、本項では便宜上「町」と記述する）で、アウクスブルクの北東約20kmに位置する。

## 地理
ホレンバッハは、アウクスブルク開発計画地域に位置する。

### 自治体の構成
この町は、公式には7つの地区 (Ort) からなる。このうち小集落や孤立農場などを除く集落を以下に列記する。
- ホレンバッハ
- イーゲンハウゼン
- マインバッハ
- モッツェンホーフェン
- シェーンバッハ

これらは、1971年の市町村再編までは独立した町村であった。

## 歴史
ホレンバッハはバイエルン選帝侯領のミュンヘン会計局およびアイヒャッハ裁判所に属した。バイエルンの行政改革に伴う1818年の市町村令により現在の自治体が成立した。

## 行政

### 町議会
町議会は第1町長と13人の議員からなる。

### 紋章
図柄: 上から順に赤地、銀地、青地に上下三分割。上: 斜め十字に組み合わされた銀の剣と銀の鍵。中と下には互いの地色で書かれた3つのリングが中に2つ、下に1つ配されている。
紋章の鍵と剣はホレンバッハの守護聖人である聖ペテロと聖パウロを象徴している。

### 姉妹都市
- コンテスト（フランス、マイエンヌ県）1991年

## 経済と社会資本

### 教育
- 国民学校 1校

### 通信
ホレンバッハのシェーンバッハ地区（北緯48度29分16秒 東経11度01分39秒 / 北緯48.48778度 東経11.02750度）には高さ115mの Typ FMT 2 の送信塔が建っている。

## 引用
1. ↑  https://www.statistikdaten.bayern.de/genesis/online?operation=result&code=12411-003r&leerzeilen=false&language=de Genesis-Online-Datenbank des Bayerischen Landesamtes für Statistik Tabelle 12411-003r Fortschreibung des Bevölkerungsstandes: Gemeinden, Stichtag (Einwohnerzahlen auf Grundlage des Zensus 2011)
2. ↑  Bayerische Landesbibliothek Online